# 分手裝修
《分手裝修》是由The Knights of Unity製作，以裝修屋企為遊戲主題。玩家要扮演裝修工人，在限時內按設計藍圖合力改造房子間格和裝潢，當中包括水泥、地板、地毯、牆紙及擺放家俱等等，在2019年12月3日正式推出，登陸任天堂Switch、Steam、Xbox One及PlayStation 4平台。

## 遊戲系統
在遊戲中，玩家需要控制遊戲角色，在儘可能短的時間內，要對需要處理的物件進行整修翻新的工作，有時候需要拿油漆粉刷牆壁，或拋擲水泥給其他人，打碎牆壁等等許多曾經在《全能住宅改造王》之類的節目上會看到的各種裝修細節都會一一重現，玩家可以選擇協力過關或是直接搞成一團亂，還可以把看不順眼的其他玩家丟到別的房間。

## 遊戲操作
遊戲的操作極為簡單：右鍵負責拿起／放下東西、上鍵負責工作如掃漆、鋪地毯等。不過 4 個肥胖裝修師傅在小小的家居中團團轉，分工才是特別重要。遊戲內所有人、所有物件都會佔據空間。可想像到 4 個肥人要一起出門倒垃圾，就已經會造成大塞車。如果有人擋著門口或主要通道，所有人都不能通過去；太多人擁擠在一個房間，連轉身都很困難的情況下，就好難辦好差事。所以遊戲開始時大家就要分工，負責不同房間的裝修工作。